# Follonica
Follonica est une commune italienne de la province de Grosseto, dans la région Toscane.

## Géographie
La municipalité couvre une superficie d'un peu plus de 55 miles carrés, qui s'étend de la côte de la mer Tyrrhénienne, baignée par les eaux du golfe de Follonica, à l'intérieur jusqu'aux collines métallifères, derrière la plaine de la Maremme, dans cette section formée par la rivière Pecora ('mouton') jusqu'à son embouchure. D'un point de vue de l'altitude, on passe du niveau de la mer aux 308 mètres d'altitude de Poggio al Chiecco.

### Quartiers
La ville de Follonica se divise en plusieurs quartiers (dont la plupart participe au Carnaval et au Palio) :
- 167 Ovest
- Campi Alti al mare
- Capannino
- Cassarello
- Centro
- Charleroi (ex 167 Est)
- Chiesa
- Corti Nuove
- Rondelli
- Salciaina
- San Luigi
- Senzuno
- Zona Nuova.

### Climat
Le climat de Follonica est de type climat méditerranéen, avec des étés chauds et secs et des hivers doux et humides.
| Mois                              | jan. | fév. | mars | avril | mai | juin | jui. | août | sep. | oct. | nov. | déc. |
| --------------------------------- | ---- | ---- | ---- | ----- | --- | ---- | ---- | ---- | ---- | ---- | ---- | ---- |
| Température minimale moyenne (°C) | 3    | 3    | 5    | 7     | 10  | 14   | 17   | 17   | 15   | 11   | 7    | 4    |
| Température maximale moyenne (°C) | 12   | 13   | 15   | 18    | 22  | 26   | 30   | 30   | 27   | 22   | 16   | 13   |
| Précipitations (mm)               | 64   | 57   | 56   | 50    | 40  | 27   | 20   | 37   | 65   | 87   | 94   | 65   |
| Humidité relative (%)             | 75   | 72   | 70   | 72    | 70  | 68   | 65   | 66   | 69   | 73   | 75   | 76   |

## Histoire

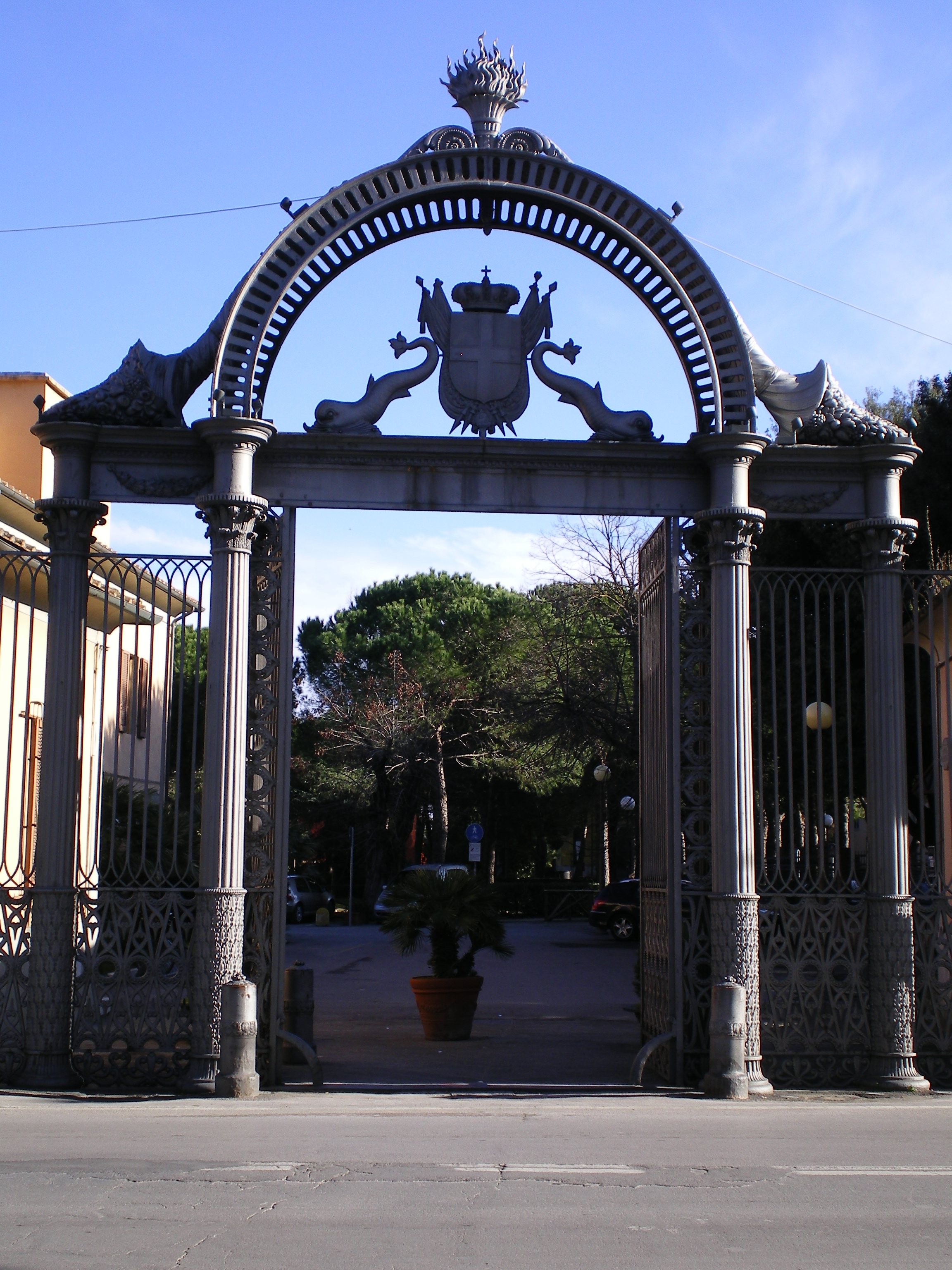
Le portail de fonte.

Follonica est une ville relativement jeune car sa fondation officielle remonte à la construction des Fonderies royales et impériales, voulues par Léopold II de Toscane en 1834. Mais on parle déjà de Fullona pour la première fois en 1038 dans un acte de donation de terrains à l'abbaye de Sestinga, centre religieux près de Vetulonia (et qui maintenant est dans la commune de Castiglione della Pescaia) et qui possédait une grande partie de la Haute Maremme. Le document le plus probant et qui surement se réfère à la ville actuelle est celui qui parle du commerce de blé en 1312 à l'embouchure du Fullona. 
L'histoire ancienne de Follonica est surtout liée à celle du château de Valle, dont les ruines sont encore aujourd'hui au nord de la ville sur une hauteur qui domine le golfe et qui existait déjà en 884. Il reste le seul centre habité jusqu'à 1834, quand, autour des fonderies, un village commença à se développer. En 1838 commença le vrai développement de Follonica, au même rythme de l'importance économique et culturelle que prenaient ses fonderies : à l'époque, la Fonderia Leopolda était la deuxième plus importante d'Europe et faisait des affaires avec toutes les villes du continent.
Il faut préciser que l'utilisation du fer et de ses dérivés (en particulier la fonte) sont typiques de la ville et de la région à partir des Étrusques et ont été une ressource très importante pour le développement sidérurgique de toute la zone.
Jusqu'à 1923, Follonica fut un hameau de Massa Marittima, puis elle fut élevée en commune autonome avec le Décret Royal n°1373 du 14 juin 1923, en devenant ainsi la première commune italienne née sous le gouvernement fasciste. Le développement dans le territoire limitrophe de l'activité minière basée sur l’extraction et l’expédition de la pyrite, fit connaître à Follonica une énorme augmentation démographique. Pendant la Seconde Guerre mondiale, la ville fut lourdement bombardée par les Alliés et resta sous contrôle allemand jusqu'au 24 juin 1944. Le 22 février 1960 marqua la fin de la vocation sidérurgique de la ville, quand toutes les aciéries furent transférées à Piombino. En 1981, Follonica a atteint les 21 000 habitants et des nouveaux quartiers furent construits (Salciaina e Pratoranieri). Le titre de Ville a été conféré juridiquement à Follonica en 2006.

## Toponyme
Plusieurs hypothèses possibles sont proposées pour ce qui concerne le toponyme du nom de Follonica, qui pourrait venir :
- de l'étrusque fullona ou de son équivalent latin fullonica, ce qui indique le lieu où étaient lavés et teintés les tissus ;
- du nom fullone, moulin, utilisé en tant qu'adjectif dans acqua fullonica puis comme substantif dans fullonica ;
- d'une déformation vulgaire de oficina fusoria du latin follis, dans le sens de soufflet de forge, en référence à l’activité minière et de fusion de l'ancienne ville étrusque de Populonia.

## Économie
Une ressource importante de la ville est le tourisme: Follonica est une ville touristique très populaire pendant l'été, visitée surtout par des Italiens et Allemands, mais aussi des Suisses, Français, Autrichiens, Belges et Néerlandais.
En 2009, Follonica a vu la présence de plus de 550 000 touristes. En 2012, à cause de la crise économique en Europe, il y a eu une forte contraction et à Follonica ont séjourné 340 000 touristes pour remonter à 610 000 touristes en 2015 et 580 000 touristes en 2016.
Depuis 2000, la Fondation pour l'éducation à l'environnement a décerné chaque année à la ville de Follonica le Pavillon Bleu d'Europe, symbole d'une qualité environnementale exemplaire, en particulier de ses eaux et de ses plages.
En 2001, 2002 et 2003, Follonica a reçu les 3 voiles de Legambiente.
Depuis 2004, Follonica a reçu les "4 voiles" de Legambiente, qui la classent parmi les premiers sites touristiques italiens.
En 2008, Follonica a reçu le "Premio Targa Blu Italia" ('Prix Plaque Bleue Italie'), reconnaissance internationale en matière de sécurité routière.

## Monuments

### Les églises

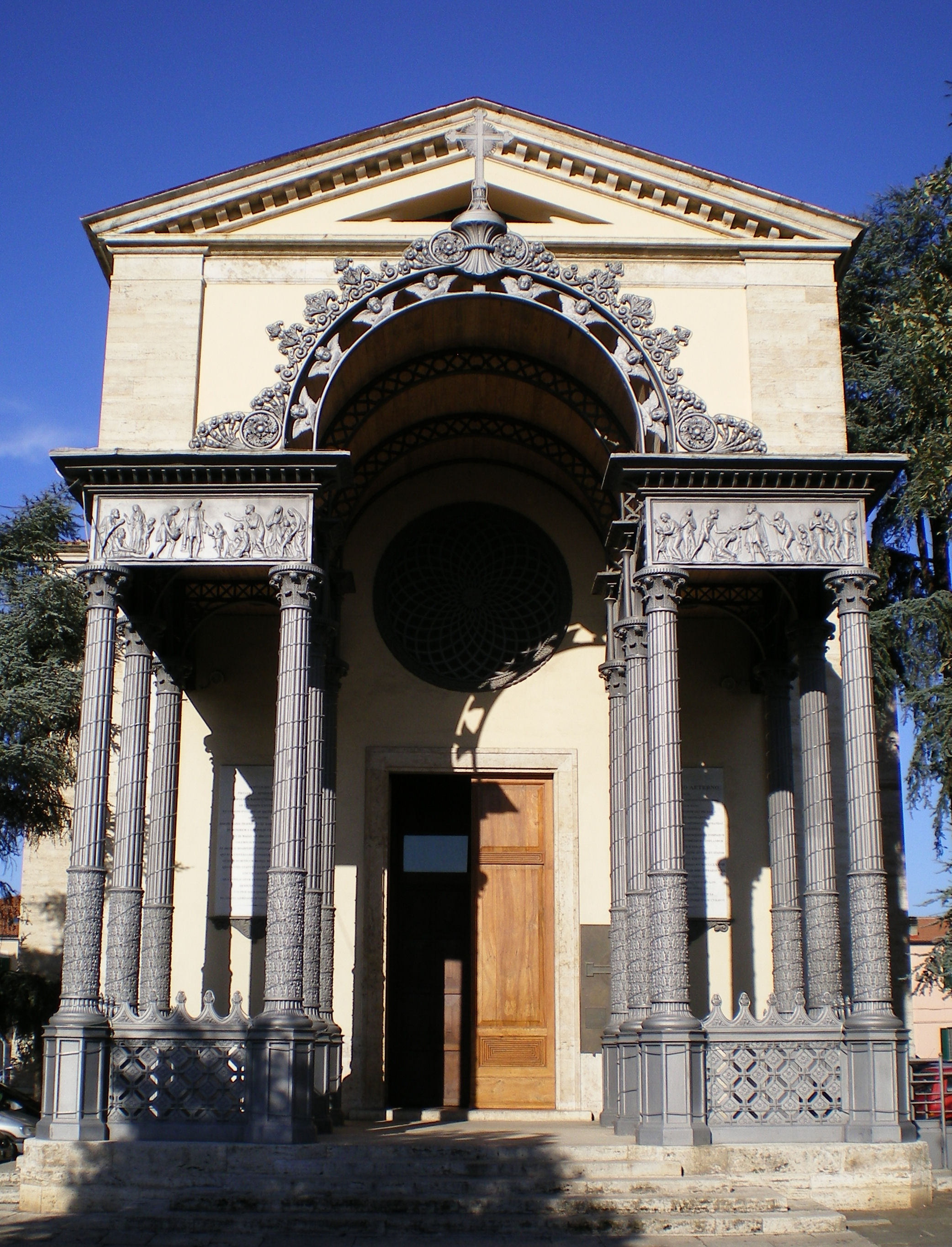
L'église Saint-Léopold.

- Église Saint-Léopold, dans le centre de Follonica, consacrée en 1838 et projetée par Alessandro Manetti et Carlo Reishammer. Il s'agit de la seule église italienne avec un fronton en fonte (plus précisement le pronaos, la rose et l'abside).
- Église des Saints-Pierre-et-Paul, dont il y en a deux. La première, bâtie en 1960, n’est maintenant utilisée que l'été ; l'autre, plus grande (800 m2), a été bâtie dans les années 2000.
- Église Notre-Dame-de-Lourdes, église bâtie en 1966 sur un projet de Roberto Monsani, Lisindo Baldassini, Luigi et Giancarlo Bicocchi[5].
- Église Saint-Paul-de-la-Croix, construite dans le quartier Cassarello et consacrée en 2010.
- La Pievaccia.
- Chapelle de la Ferme Bicocchi.
- Chapelle du Château de Valli.

### L'architecture civile
- L'Area ex ILVA est un site d’intérêt du Parc technologique et archéologique des collines métallifères de Grosseto. Follonica est l'une des sept communes qui font partie du Parc Technologique. Les buts du Parc concernent la conservation et la valorisation du patrimoine naturel, historique, culturel et scientifique des collines minières.
- Torre Azzurra ('tour bleu'), gratte-ciel de 22 étages et 73 mètres de hauteur qui caractérise le skyline de la ville. Il est le 2e gratte-ciel plus haut en Toscane, après le Grattacielo Matteotti et il est à peine plus haut du Palais de Justice de Florence.
- Théatre Fonderie Leopolda, ancienne fonderie de fonte, aujourd'hui c'est un théâtre.
- Château de Valle, vieux château du Moyen Âge.
- Ferme Bicocchi, ferme du XIXe siècle.
- Bibliothèque de la Fonte

### Musées
- Parc technologique et archéologique des collines métallifères de Grosseto créé en 2002.

Deux musées font partie du "Reseau des musées de la Maremme":
- Pinacothèque civique Amedeo Modigliani (Civica pinacoteca Amedeo Modigliani)
- Musée du fer et de la fonte (Museo del ferro e della ghisa ou MAGMA)

### Follonica au cinéma
- I laureati (1995)
- Questo mondo è per te (2011)
- Jeux d'été (2011)
- Ton absence (2013)

## Zone protégée
- Bandite di Follonica, zone naturelle protégée, site d'intérêt régional.
- Le Parc interprovincial de Montioni (1998), une zone naturelle protégée sous la juridiction des provinces de Grosseto et de Livourne, occupe en grande partie certaines zones du nord de la municipalité de Follonica.
- La Réserve naturelle de Poggio Tre Cancelli, une zone protégée créée en 1971 qui occupe une superficie de 99 hectares et comprend en partie la zone boisée de la Bandite di Follonica.
- La Réserve naturelle de Tomboli di Follonica, une zone naturelle protégée créée en 1977, occupe une superficie de 94 hectares et comprend les deux forêts de pins de Follonica, celle de Ponente et celle de Levante.

## Fêtes, foires
Le soir du 14 août, Follonica célèbre le Ferragosto, une fête d'origine romaine qui tombe le jour de l'Assomption de Marie, avec des feux d'artifice lancés à partir du rivage dans le centre-ville.

## Transports
Follonica se trouve sur l'axe principal de la liaison nord-sud de l'Italie et elle est raccordée au principal réseau d'infrastructure et de transport.
La moderne Via Aurelia (SS 1), qui court de Rome jusqu'à la frontière franco-italienne, passe très près de la ville.
Dans le centre de la ville il y a une gare ferroviaire desservie par les trains de Trenitalia, ce qui fait que Follonica est directement relié à Grosseto, Pise, Livourne, Florence, Rome, Milan, Turin, La Spezia et Naples, entre autres.
L'aéroport le plus proche est l'aéroport international Galileo Galilei de Pise, le principal aéroport du centre de l'Italie et qui relie Pise à toutes les plus grandes villes d'Europe, ainsi que New York et quelques villes du Maghreb.
Les autres aéroports auxquels les habitants de Follonica peuvent facilement accéder sont l'aéroport de Florence-Peretola, l'aéroport Léonard-de-Vinci de Rome Fiumicino et l'aéroport international de Rome Ciampino.

## Administration
| Période                                  | Période | Identité         | Étiquette                                           | Qualité |
| ---------------------------------------- | ------- | ---------------- | --------------------------------------------------- | ------- |
| 1987                                     | 1995    | Enrico Norcini   | Parti communiste italien, puis Démocrates de gauche |         |
| 1995                                     | 2004    | Emilio Bonifazi  | PPI, puis La Margherita                             |         |
| 2004                                     | 2009    | Claudio Saragosa | Démocrates de gauche, puis Parti démocrate          |         |
| 2009                                     | 2014    | Eleonora Baldi   | Parti démocrate                                     |         |
| 2014                                     | 2019    | Andrea Benini    | Parti démocrate                                     |         |
| Les données manquantes sont à compléter. |         |                  |                                                     |         |

### Hameaux
- Pratoranieri
- località di Rondelli

### Communes limitrophes
Massa Marittima, Piombino, Scarlino, Suvereto

## Population et société

### Profil ethnique
Selon les données ISTAT, au 31 décembre 2010 la population étrangère à Follonica était de 1 638 personnes.
Les nationalités les plus représentées sont:
- ukrainiens : 407 personnes (1,84 %)
- roumains : 382 personnes (1,73 %)
- albanais : 253 personnes (1,14 % )

### Enseignement
Étant la deuxième ville du département, on trouve à Follonica plusieurs établissements scolaires d'éducation secondaire fréquentés par les jeunes habitants de la partie Nord de la province de Grosseto et de la partie Sud de la province de Livourne :
- Liceo Carlo Cattaneo, où on trouve la voie scientifique, linguistique, des sciences appliquées, des sciences humaines ;
- Istituto tecnico commerciale Leonardo Fibonacci, où on trouve la voie économique et touristique ;
- Istituto professionale Leonardo Da Vinci.

Follonica est aussi le siège de la Faculté de Biologie Marine de l'Université de Sienne.

## Sports
L'équipe Follonica Hockey (rink hockey) a dans son palmarès 4 championnats italiens (2004-2005, 2005-2006, 2006-2007 et 2007-2008), 8 Coupes d'Italie (1977, 1981-1982, 2004-2005, 2005-2006, 2006-2007, 2007-2008, 2008-2009 et 2009-2010) 3 Supercoupes d'Italie (2005, 2006 et 2008), une Coupe CERS (2004-2005), une CERH European Lague (2005-2006) et une Coupe Intercontinentale (2006-2007). Ce palmarès fait de cette équipe la plus forte de l'histoire du rink hockey italien et l'une des équipes les plus fortes de l'histoire du rink hockey, derrière le FC Barcelone et le Liceo de La Coruña.
La principale équipe de football de la ville est l'Unione Sportiva Follonica Gavorrano, qui concourt en série D.
La Pallamano Follonica est l'équipe de handball. Fondée en 1973, elle a concouru en première division italienne dans les années 80 et elle est maintenant en deuxième division.
Follonica a accueilli trois fois le Tour d'Italie : en 1994, 2008 et 2011. 
Le Palagolfo (le palais des sports) est le site d'entraînement pour les "farfalle", 
l'équipe italienne de gymnastique rythmique, championne du monde en titre.  
La ville accueille aussi l'arrivée de la Motocavalcata Colle di Val d'Elsa-Follonica, une compétition motocycliste qui part de Colle di Val d'Elsa et qui voit la participation d'un milliers de coureurs. C'est une course de 220 km parcourus en 5-10 heures.

## Personnalités
- Tommaso Bianchi, footballeur.
- Élisa Bonaparte, princesse de Piombino et de Lucques, puis grande-duchesse de Toscane.
- Giancarlo Fantozzi, entraîneur et joueur de rink hockey.
- Niccola Guerrazzi, patriote du Risorgimento, capitaine garibaldien.
- Vanessa Incontrada, actrice, mannequin, présentatrice de télévision.
- Léopold II de Toscane, archiduc d'Autriche et grand-duc de Toscane.
- Emanuela Maccarani, entraîneur de l'équipe italienne de gymnastique rythmique.
- Michele Marconi, footballeur.
- Sauro Marianelli, écrivain.
- massimo Mariotti, entraîneur de hockey et ancien joueur.
- Walter Mazzarri, entraîneur de football et ancien joueur.
- Luciano Moggi, dirigeant de football.
- Alessandro Monticciolo, footballeur.
- Fabio Montomoli, guitariste.
- Katyna Ranieri, chanteuse.
- Sergio Sgrilli, acteur, comique et chanteur.

## Jumelages et pactes d'amitié
La ville de Follonica est jumelée avec :
- Charleroi (Belgique) depuis 1964 ;
- Kolobrzeg (Pologne) depuis 2007 ;
- Hedemora (Suède) depuis 2009 ;
- Waldkirch (Allemagne) depuis 2014.

## Galerie de photos

### Vues du golfe de Follonica

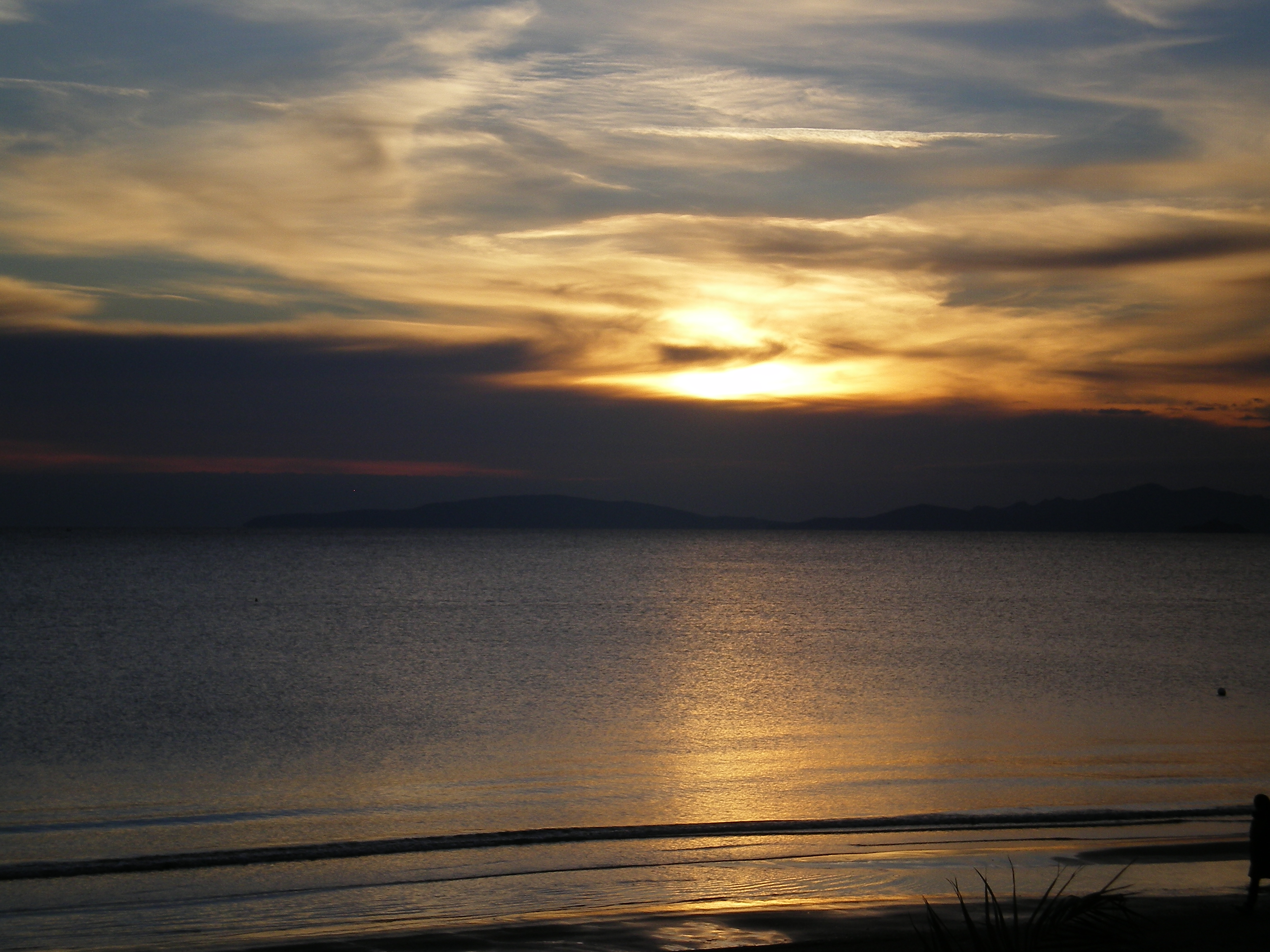
La partie nord-ouest du golfe de Follonica au coucher de soleil.
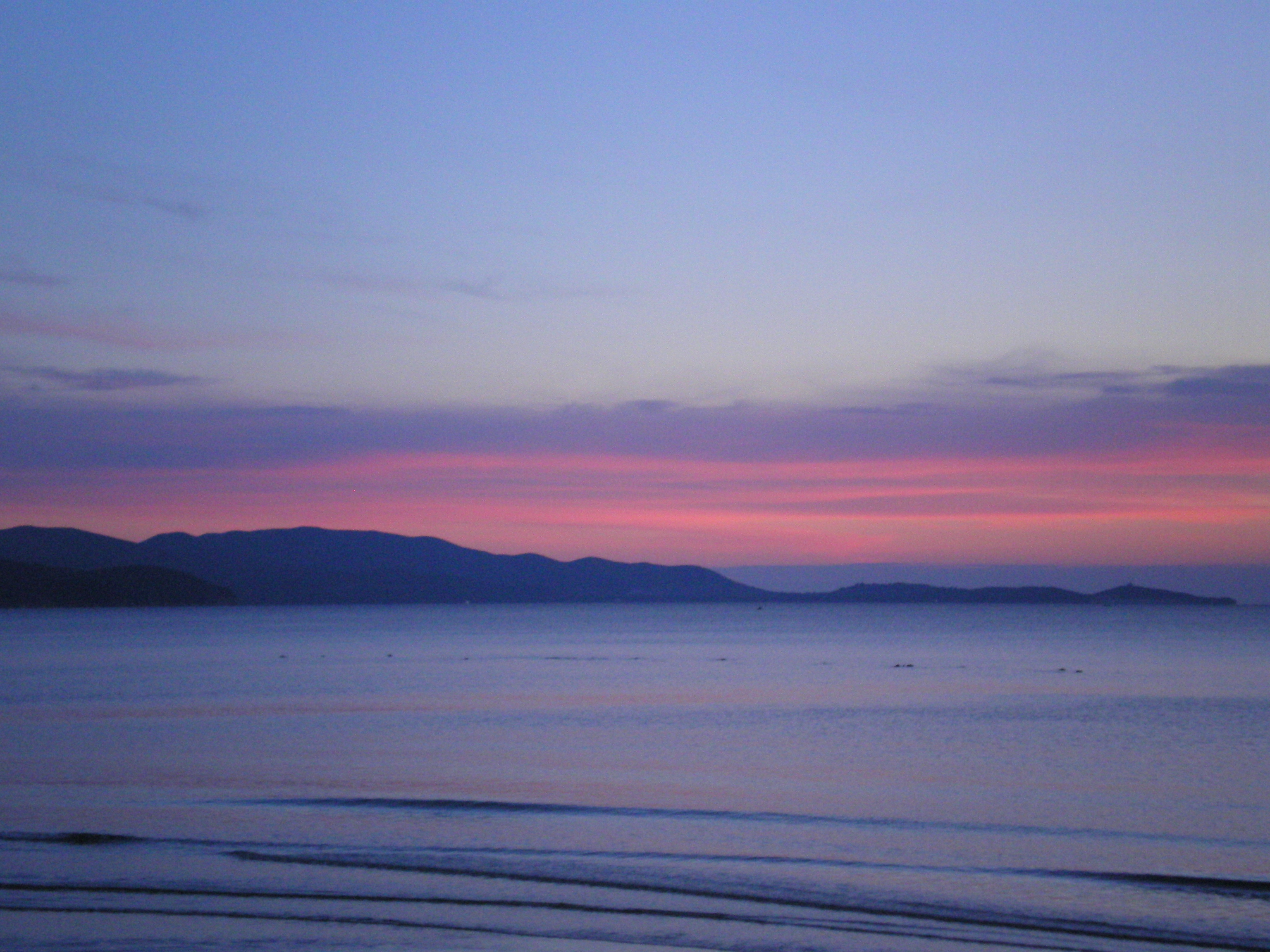
La partie sud du golfe.
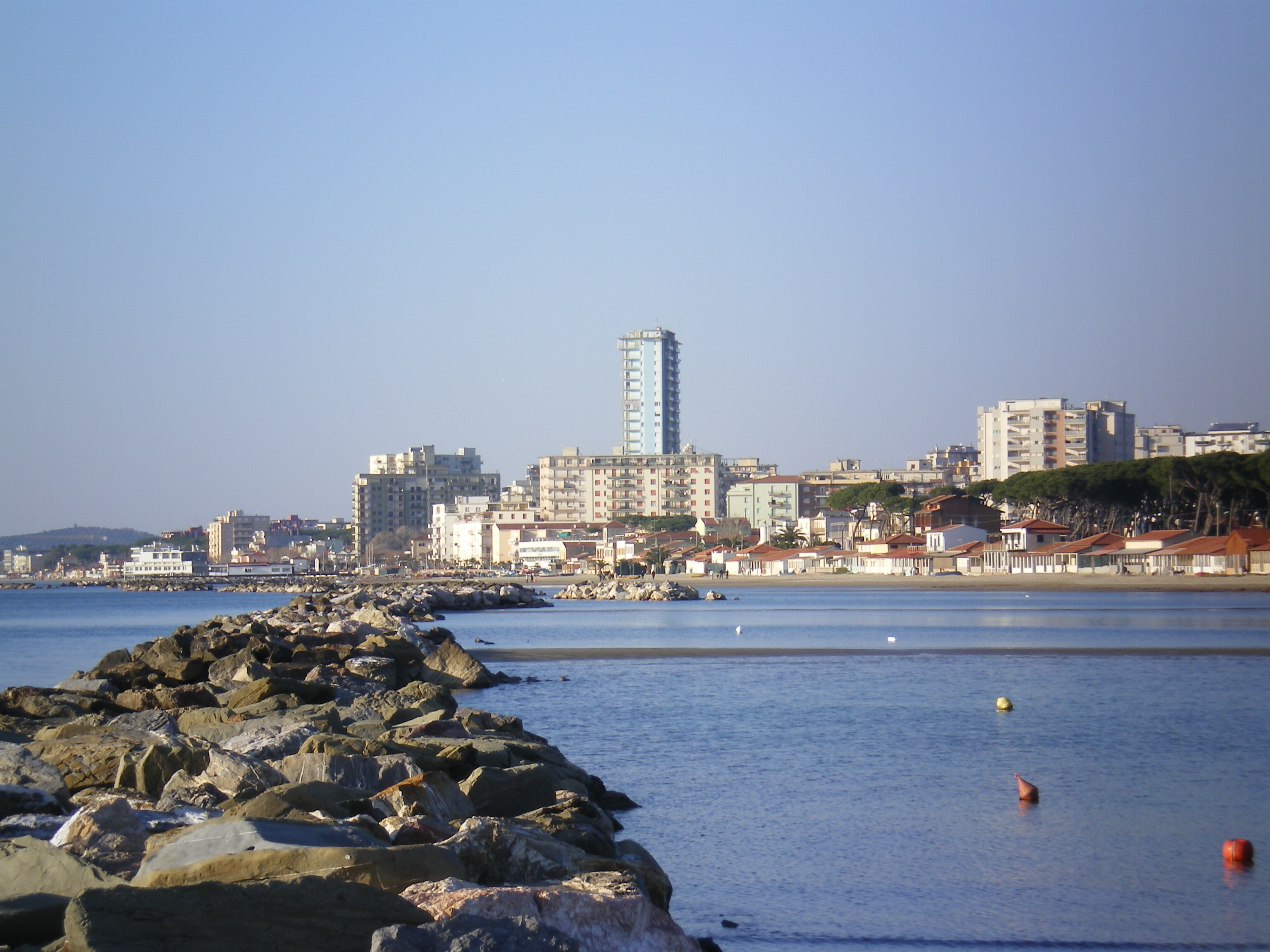
Le centre de Follonica vu à partir du quartier Senzuno.
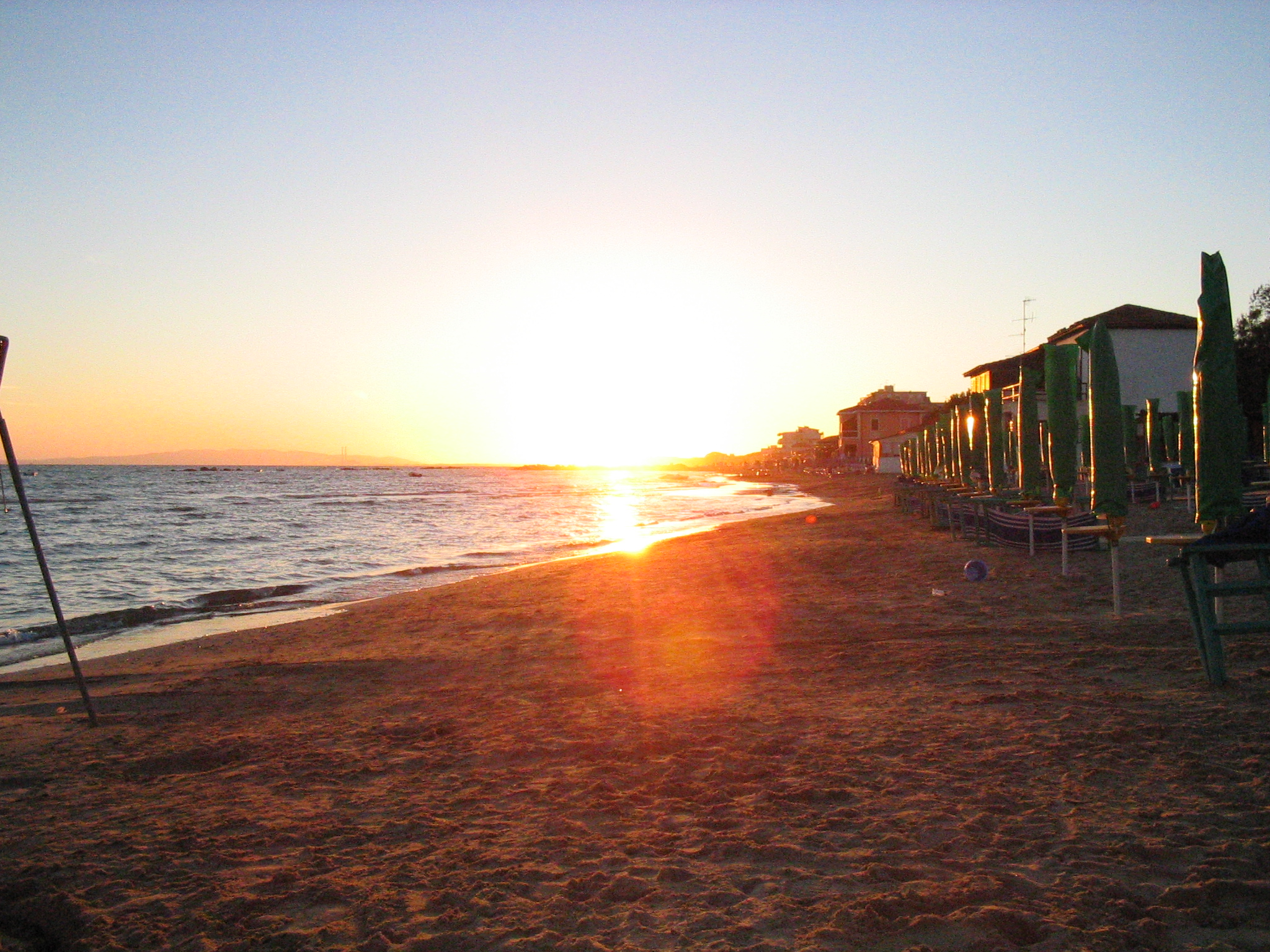
Un coucher de soleil vu d'une plage du centre-ville.
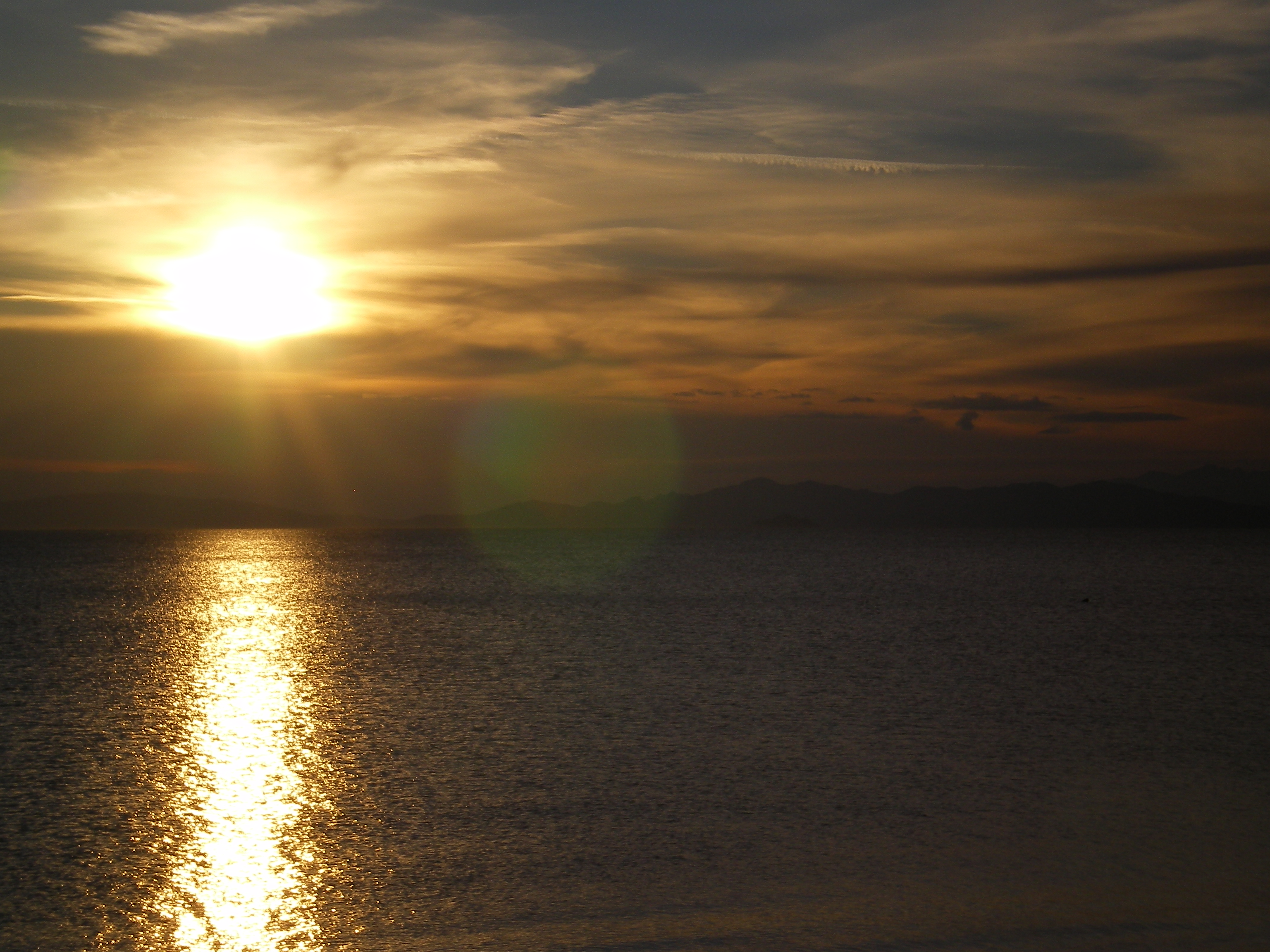
Le promontoire de Piombino vu de Follonica.